# Comuna Iamne, Velîka Pîsarivka
Iamne (în ucraineană Ямне) este o comună în raionul Velîka Pîsarivka, regiunea Sumî, Ucraina, formată din satele Iamne (reședința), Kopiikî și Spirne.

## Demografie
Componența lingvistică a comunei Iamne
     Ucraineană (94,65%)
     Rusă (5,3%)
     Alte limbi (0,05%)
Conform recensământului din 2001, majoritatea populației comunei Iamne era vorbitoare de ucraineană (94,65%), existând în minoritate și vorbitori de rusă (5,3%).